# Municipio de Florence (Iowa)
El municipio de Florence (en inglés: Florence Township) es uno de los veinte municipios ubicados en el condado de Benton en el estado estadounidense de Iowa. En el año 2000 el municipio tenía una población de 2258 habitantes y una densidad poblacional de 24 personas por km². El territorio del municipio incluye por completo al de una ciudad, Norway, y la porción occidental de Walford, que comparte con el municipio de Fairfax, en el condado de Linn.

## Geografía
El municipio de Florence se encuentra ubicado en las coordenadas 41°54′04″N 91°53′10″O / 41.90111, -91.88611.